# بروس كابوت
كان بروس كابوت (20 أبريل 1904 - 3 مايو 1972) ممثل أفلام أمريكي، أفضل أعماله في كينغ كونغ ودوره جاك دريسكول؛ معروف أيضًا لأدواره في أفلام آخر سلالة الموهيكيين (فيلم 1936)و دوغ سيتي والملاك والشيطان.

## وصلات خارجية
- بروس كابوت على موقع IMDb (الإنجليزية)
- بروس كابوت على موقع ألو سيني (الفرنسية)
- بروس كابوت على موقع أول موفي (الإنجليزية)
- بروس كابوت على موقع قاعدة بيانات الأفلام السويدية (السويدية)
- بروس كابوت على موقع إن إن دي بي (الإنجليزية)
- بروس كابوت على موقع قاعدة بيانات الفيلم (الإنجليزية)

- بروس كابوت على قاعدة بيانات الأفلام على الإنترنت
- بروس كابوت في أول موفي
- بروس كابوت في موقع فايند أ غراف (اعثر على قبر)